# Халлибертон, Ричард
Ри́чард Ха́ллибертон (англ. Richard Halliburton; 9 января 1900[…], Браунсвилл, Теннесси — 24 марта 1939, Тихий океан) — американский путешественник, наиболее известен тем, что проплыл Панамский канал и заплатил самую низкую пошлину в истории — 36 центов в 1928 году. Пропал в море на китайской джонке «Sea Dragon», пересекая Тихий океан от Гонконга до международной выставки «Золотые ворота» в Сан-Франциско (штат Калифорния).

## Биография

### Семья
Бракосочетание родителей прошло в протестантской церкви города Браунсвилл. Отец, Уэсли Халлибертон происходил из рода шотландских переселенцев, в 1891 году окончил Вандербильтский университет по специальности «гражданский инженер» и работал на строительную компанию в Пенсильвании. Мать, Нелл Нэнси Халлибертон происходила из французских гугенотов по отцовской линии и шотландских военных по материнской, окончила музыкальную колледж-консерваторию при Университете Цинциннати и работа учителем музыки.

### Ранние годы
Родился в городе Браунсвилл, штат Теннесси, в семье городского инженера Уэсли и Нелл Нэнси Халлибертон. Младший брат Уэсли-младший родился в 1903 году. После рождения второго сына семья переехала в Мемфис (Теннесси).
Ричард окончил школу Memphis University School; его любимыми предметами были история и география, кроме этого занимался на скрипке, играл в гольф и теннис. В 1915 году из-за тахикардии провёл четыре месяца в постели, в том числе в санатории Батл-Крик под управлением Джона Харви Келлога. В 1917 году после острой ревматической лихорадки умер Уэсли-младший. Ричард, несмотря на некрепкое здоровье, редко жаловался на болезни и плохую выносливость.
В 1917 году был зачислен в школу Лоренсвилл и стал главным редактором школьной газеты «The Lawrence». После окончания школы поступил в Принстонский университет, был членом редакционной коллегии газеты The Daily Princetonian и шеф-редактором журнала «The Princetonian Pictorial Magazine». Посещал курсы ораторского искусств, рассматривал возможность стать лектором.

## Карьера

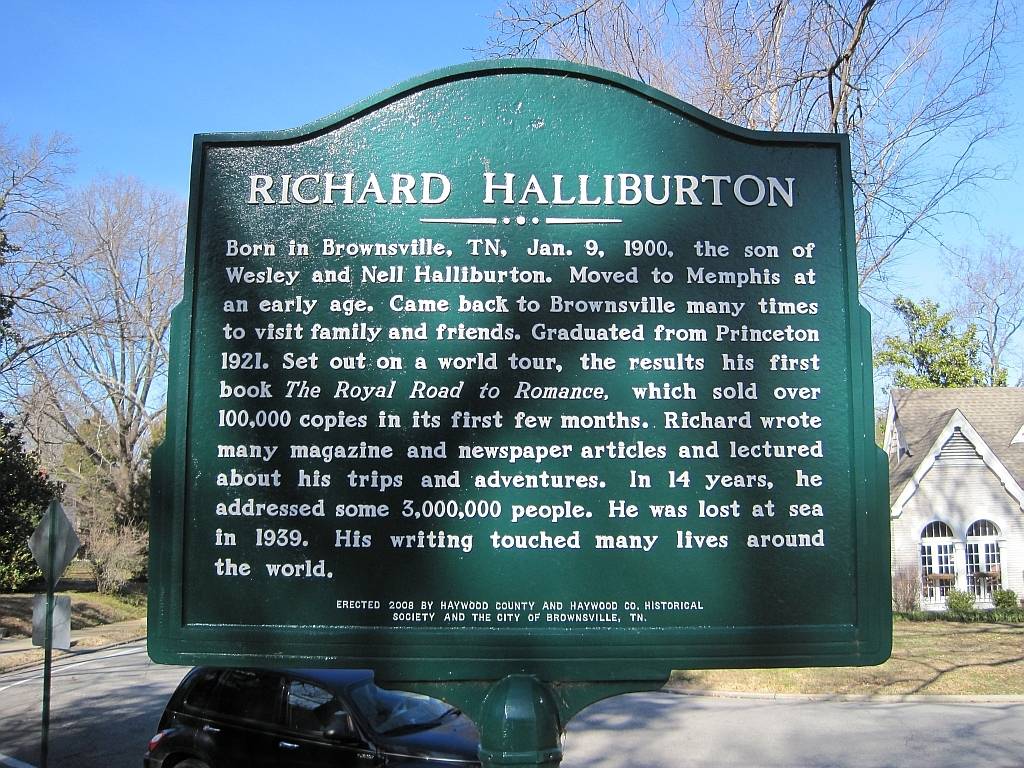
Мемориальная доска в городе Браунсвилл, штат Теннесси.

### 1919—1922
Временно покинув университет в 1919 году, Халлибертон был нанят младшим матросом на грузовое судно «Octorara», шедшее из Нового Орлеана в Англию. После поездки в Лондон и Париж вернулся в университет в 1920 году и окончил образование. Поездка пробудила в нём жажду путешествий. В 1922 году Халлибертон присутствовал на свадьбе китайского императора Пу И и императрицы Ваньжун в Пекине.

### Комментарии
1. ↑  Монетная единица, которая была в обращении на территории США, Канады, Британской Вест-Индии, Сандвичевых островов и в Нидерландах[5]
2. ↑  В значение термина Wanderlust, см. Викисловарь [17]